# Wilhelm Eildermann
Friedrich Wilhelm Eildermann (* 24. Juli 1897 in Bremen; † 16. Oktober 1988 in Ost-Berlin) war ein deutscher Widerstandskämpfer gegen den Nationalsozialismus, Journalist und Hochschullehrer in der Deutschen Demokratischen Republik (DDR).

## Leben
Der Arbeitersohn Wilhelm Eildermann wurde Volksschullehrer und trat 1915 in die SPD ein. In den Jahren 1904 bis 1912 war er Volontär der Bremer Bürgerzeitung und schrieb auch für die Zeitung Junge Garde in Bremen. Von 1916 bis 1918 kämpfte er im Ersten Weltkrieg. Im Jahr 1919 wechselte er zur KPD, war ab 1920 Funktionär und arbeitete bis zum Jahr 1933 für verschiedene deutsche KPD-Zeitungen. Eildermann war unter anderem von 1921 bis 1923 Chefredakteur der Niedersächsischen Arbeiterzeitung, von 1923 bis 1924 Chefredakteur der Schlesischen Arbeiterzeitung in Breslau und 1928 bis 1930 Chefredakteur der Tribüne in Magdeburg. Er heiratete nach 1925 Luise Eildermann, geb. Gieber (1899–1986), die 1930/31 KPD-Mitglied der Bremischen Bürgerschaft war. Im Jahr 1930 wurde Eildermann wegen Pressevergehen zu einem Jahr und neun Monaten Festungshaft verurteilt, die er in Bremen absaß. Von 1932 bis Februar 1933 war Eildermann Chefredakteur der Volkswacht in Rostock.
Nach der Machtergreifung der Nationalsozialisten im Jahr 1933 war er illegaler Agitpropleiter der Bezirksleitung Mecklenburg der KPD. Am 1. Mai 1933 wurde er verhaftet und ins KZ Fuhlsbüttel gebracht. Im Jahr 1934 wurde er wegen illegaler Betätigung zu 30 Monaten Haft verurteilt, die er in Bützow-Dreibergen und in Strelitz absaß. Nach der Entlassung im Mai 1936 lebte Eildermann in Bremen, arbeitete beim Bau der Autobahn und war wieder illegal politisch tätig. Im Januar 1937 emigrierte Eildermann in die Tschechoslowakei und war dort Mitarbeiter der Auslandsredaktion der sudetendeutschen kommunistischen Roten Fahne und der Zeitung Der Funke. Im Oktober 1937 ging er nach Paris und war dort Mitarbeiter im Sekretariat des Internationalen Zentrums für Recht und Freiheit in Deutschland. Er schrieb Artikel für die Zeitschrift Rundschau über Politik, Wirtschaft und Arbeiterbewegung der Kommunistischen Internationale. Nach Kriegsausbruch wurde er im September 1939 als feindlicher Deutscher im Internierungslager Le Vernet interniert. 1943 wurde er nach Vichy-Algerien in das Lager in Djelfa verlegt und dann entlassen. 1943 kämpfte Eildermann kurzzeitig in der britischen Armee und war danach Zivilangestellter der US-Army in Algier. Im Jahr 1944 ging er in die Sowjetunion und wurde Redakteur der Zeitung Freies Deutschland des Nationalkomitees Freies Deutschland. Im August 1944 wurde Eildermann Lektor an der Frontschule für deutsche Kriegsgefangene der 3. Ukrainischen Front. Im Mai 1947 kehrte er nach Deutschland zurück.

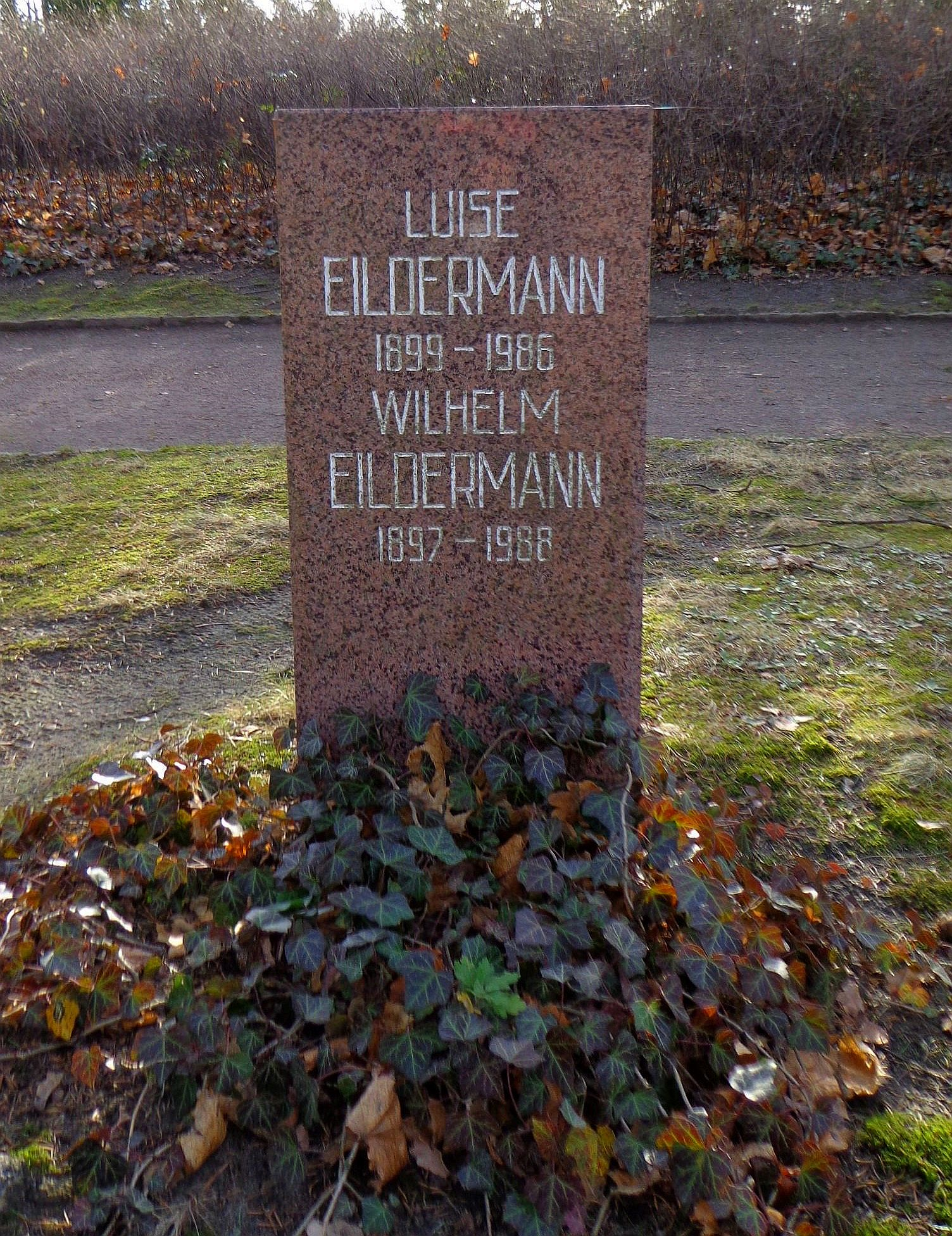
Grabstätte

Von 1947 bis 1951 war Eildermann, seit 1946 SED-Mitglied, Redaktionsleiter des Pressedienstes im Zentralkomitee der SED und Hauptredakteur der Abteilung Werbung-Presse-Rundfunk und Chefredakteur der SED-Zeitschrift Einheit. Nach der Wiedereröffnung der Universitäten in der Sowjetischen Besatzungszone richtete die Sowjetische Militäradministration (SMAD) eine akademische Ausbildung für Journalisten in Leipzig ein. Im August 1951 wurde Eildermann zum Professor und Direktor des Instituts für Publizistik und Zeitungswissenschaft an der Universität Leipzig berufen. Er hatte bis 1957 den Lehrstuhl für Methodik der journalistischen Praxis inne. Eildermann wurde ohne Promotion berufen, was selbst in der DDR der 1950er Jahre ungewöhnlich war. Von 1954 bis 1957 war Eildermann Prodekan der Fakultät Journalistik der Karl-Marx-Universität Leipzig. 1957 wurde er Sektorleiter Edition in der Abteilung Geschichte des Instituts für Marxismus-Leninismus beim ZK der SED in Berlin. Mitte der 1970er Jahre ging Eildermann in den Ruhestand. Im Jahr 1977 ernannte ihn der wissenschaftliche Rat des Institutes für Marxismus-Leninismus beim ZK der SED anlässlich seines 80. Geburtstages zum Ehrendoktor. 
Wilhelm Eildermann starb 1988 91-jährig in Ost-Berlin. Seine Urne wurde in der Grabanlage Pergolenweg des Berliner Zentralfriedhofs Friedrichsfelde beigesetzt.

## Auszeichnungen
- 1955 Vaterländischer Verdienstorden in Bronze
- 1957 Banner der Arbeit
- 1962 Vaterländischer Verdienstorden in Silber
- 1967 Vaterländischer Verdienstorden in Gold
- 1970 Ehrenspange zum Vaterländischen Verdienstorden in Gold
- 1975 Karl-Marx-Orden
- 1977 Stern der Völkerfreundschaft in Gold

## Schriften
- Wie schreibt man einen Zeitungsartikel? Tribüne, Berlin 1952.
- Das Redigieren und die literarische Korrektur des Zeitungsmaterials. Berlin 1953.
- Als Wanderredner der KPD unterwegs. Erinnerungen an die ersten Jahre der KPD, 1919 - 1920. Dietz Verlag, Berlin 1977.
- Jugend im ersten Weltkrieg. Berlin 1972.[3]
- Die Antifaschule – Erinnerungen an eine Frontschule der Roten Armee. Dietz-Verlag, Berlin 1985.